# Saison 3 de New York, police judiciaire
Chronologie
Saison 2 Saison 4
La troisième saison de New York, police judiciaire, série télévisée américaine, est constituée de vingt-deux épisodes, diffusée du 23 septembre 1992 au 19 mai 1993 sur NBC.

## Distribution

### Acteurs principaux
- Paul Sorvino : sergent Phil Cerreta
- Jerry Orbach : détective Lennie Briscoe
- Chris Noth : détective Mike Logan
- Dann Florek : capitaine Donald Cragan
- Michael Moriarty : premier substitut du procureur Benjamin Stone
- Richard Brooks : substitut du procureur Paul Robinette
- Steven Hill : procureur Adam Schiff
- Carolyn McCormick : Dr. Elizabeth Olivet

### Acteurs récurrents
- Eric Bogosian : Gary Lowenthal

## Épisodes

### Épisode 1:Star d'un jour
- États-Unis : 23 septembre 1992 sur NBC

### Épisode 2:Meurtre en noir et blanc
- États-Unis : 30 septembre 1992 sur NBC

### Épisode 3:Pardon aux innocents
- États-Unis : 7 octobre 1992 sur NBC

### Épisode 4:La Vie ne tient qu'à un fil
- États-Unis : 14 octobre 1992 sur NBC

### Épisode 5:Travail clandestin
- États-Unis : 21 octobre 1992 sur NBC

### Épisode 6:Le Médecin de la honte
- États-Unis : 4 novembre 1992 sur NBC

### Épisode 7:Autodéfense
- États-Unis : 11 novembre 1992 sur NBC

### Épisode 8:Le Prince des ténèbres
- États-Unis : 18 novembre 1992 sur NBC

### Épisode 9:Maquillage
- États-Unis : 25 novembre 1992 sur NBC

### Épisode 10:Les Hirondelles du Nigéria
- États-Unis : 9 décembre 1992 sur NBC

### Épisode 11:Le Jeu de la haine et du hasard
- États-Unis : 6 janvier 1993 sur NBC

### Épisode 12:L’Exécuteur testamentaire
- États-Unis : 13 janvier 1993 sur NBC

### Épisode 13:Souvenirs d'Auschwitz
- États-Unis : 3 février 1993 sur NBC

### Épisode 14:Thérapie mortelle
- États-Unis : 10 février 1993 sur NBC

### Épisode 15:L'Amour d'une mère
- États-Unis : 24 février 1993 sur NBC

### Épisode 16:Question de juridiction
- États-Unis : 3 mars 1993 sur NBC

### Épisode 17:Meurtre à retardement
- États-Unis : 10 mars 1993 sur NBC

### Épisode 18:L'Instinct animal
- États-Unis : 17 mars 1993 sur NBC

### Épisode 19:Vengeance aveugle
- États-Unis : 21 avril 1993 sur NBC

### Épisode 20:Securitate
- États-Unis : 5 mai 1993 sur NBC

### Épisode 21:Force virile
- États-Unis : 12 mai 1993 sur NBC

### Épisode 22:Le Monde du silence
- États-Unis : 19 mai 1993 sur NBC